# لئونید نازارنکو
لئونید نازارنکو (روسی: Леонид Васильевич Назаренко؛ زادهٔ ۲۱ مارس ۱۹۵۵) بازیکن و مربی فوتبال اهل اتحاد جماهیر شوروی سوسیالیستی است.
از باشگاه‌هایی که در آن بازی کرده‌است می‌توان به باشگاه فوتبال زسکا روستوف-نا-دونو و باشگاه فوتبال زسکا مسکو اشاره کرد.
وی همچنین در تیم ملی فوتبال شوروی بازی کرده‌است.
وی در مسابقات کشوری و بین‌المللی در مجموع برندهٔ ۱ مدال برنز شده‌است.